# Contea di Shanyang
La contea di Shanyang (山阳县S, Shānyáng XiànP) è una contea della Cina, situata nella provincia dello Shaanxi e amministrata dalla prefettura di Shangluo.